# Gheorghe Popa (lingvist)
Gheorghe Popa (n. 1952 Butești, Glodeni, Republica Moldova) este un profesor universitar, rector al Universității de Stat „Alecu Russo” din Bălți.

## Studii
- Facultatea de Filologie, Bălți (1974);
- Doctorat, Institutul de Limbă și Literatură al A.Ș.M. (1976-1979).

## Specializări
- Institutul de Lingvistică din Moscova (1986 februarie-mai);
- Sedința de lucru ONU a grupului de cercetare "Limba româna vorbită în Moldova istorică" (Leipzig, decembrie 1996);
- Școala de vară a grupului de cercetare "Limba româna vorbită în Moldova istorică" (Chișinău - Iași, august-septembrie 1997).

## Titluri științifico-didactice
- Universitatea de Stat "A. Russo": asistent universitar (1974-1981);
- lector superior universitar (1981-1983);
- conferențiar universitar (1983-2001);
- profesor universitar (2008).

## Grade științifice
- Doctor în filologie (1981);
- Doctor habilitat în filologie (2007).

## Alte funcții
- Cercetător științific superior (Universitatea de Stat "A. Russo", 1994-1996);
- Cercetător științific superior (Institutul de Lingvistică al A.Ș.M., 1995-2000).

## Funcții administrative
- Decan al Facultății de Filologie, interimar (1981-1984);
- Șef al Catedrei Limba și Literatura Română, interimar (februarie-mai 2000);
- Șef al Catedrei Limba Română (mai 2000-2010);
- Rector al Universității de Stat "Alecu Russo" din Bălți (din 2010).

## Domenii de cercetare
Lingvistică generală, lingvistică comparată, lexicologie, lexicografie, semantică, ortografie, sociolingvistică.

## Publicații
Peste 150, inclusiv două monografii (1992; 2007), 3 dicționare (1990, 2001, 2010), Manualul ONU (1992, în colaborare); în calitate de cercetător științific superior la Institutul de Lingvistică al A.Ș.M. participând la elaborarea Dicționarului limbii române derivativ, iar în calitate de membru al grupului de cercetare "Limba română vorbită în Moldova istorică" a participat la elaborarea culegerii de rapoarte (2000, Leipzig).

## Manifestări șiințifice
Participant la mai multe conferințe, colocvii și simpozioane, inclusiv internaționale: Leipzig (1996), Iași (1996, 1997, 2002, 2003, 2004), Suceava (1995, 1997, 1999), Chișinău (1998, 2001, 2002, 2004, 2005, 2007, 2008), Bălți (2001, 2004, 2007, 2008, 2009, 2010) ș.a.

## Organizare de manifestări științifice
Conferința științifică organizată cu prilejul a 70 de ani din ziua nașterii acad. Silviu Berejan (Bălți, 1997); Colocviul internațional "Filologia sec. al XXI-lea", ediția I) cu prilejul a 80 de ani ai prof. Eugeniu Coșeriu (Bălți, 2001); Conferința Națională organizata cu prilejul a 75 de ani ai acad. Silviu Berejan (Bălți, 2002); Colocviul internațional "Filologia sec. al XXI-lea", ediția a II-a) cu prilejul a 185 de ani din ziua nașterii lui Alecu Russo; Conferința Națională organizată cu prilejul a 80 de ani din ziua nașterii acad. Silviu Berejan (Bălți, 2007).

## Pregătirea cadrelor științifice
Conducător științific (10 doctoranzi și 20 de masteranzi), referent oficial (5 teze de doctorat), autor a peste treizeci de avize la teze, referate ale tezelor de doctor și doctor habilitat, dicționare, programe, manuale etc.